# ソユーズ2号
ソユーズ2号 (Союз-2 / Soyuz 2) は1968年10月25日に無人で打ち上げられたソビエト連邦の宇宙船である。翌日に有人で打ち上げられたソユーズ3号とドッキングする予定だったが、失敗した。

## 概要
ソビエト連邦は、ソユーズ1号の死亡事故ののち、打ち上げの再開に向けて宇宙船の無人試験飛行を行った。コスモス186・188号、212・213号の2組4機の打ち上げによって有人飛行再開への目処が立ち、さらに最終リハーサルとなったコスモス238号の打ち上げを経て、無人のソユーズ2号と宇宙飛行士1名が搭乗したソユーズ3号を打ち上げ、ドッキングを行うことになった。
1968年10月25日、ソユーズ2号が無人で打ち上げられ、翌日にはゲオルギ・ベレゴヴォイ飛行士を乗せた3号が打ち上げられた。二つの宇宙船は自動シーケンスにより数km以内まで接近したものの、ベレゴヴォイは地球の影の中で、地上からの支援なしに単独でドッキング操作を行わざるを得なかったため、目標との距離を見誤ってソユーズ3号の姿勢制御用の燃料が不足する事態となり、ドッキングは実行できなかった。
10月28日、ソユーズ2号は無人のまま地上に帰還した。